# Francisco Trujillo Gurría, Cárdenas
Francisco Trujillo Gurría är en ort i Mexiko.   Den ligger i kommunen Cárdenas och delstaten Tabasco, i den sydöstra delen av landet, 600 km öster om huvudstaden Mexico City. Francisco Trujillo Gurría ligger 6 meter över havet och antalet invånare är 497.
Terrängen runt Francisco Trujillo Gurría är mycket platt. En vik av havet är nära Francisco Trujillo Gurría åt nordväst. Runt Francisco Trujillo Gurría är det ganska tätbefolkat, med 179 invånare per kvadratkilometer. Närmaste större samhälle är Encrucijada 3ra. Sección, 5,6 km söder om Francisco Trujillo Gurría. Trakten runt Francisco Trujillo Gurría består till största delen av jordbruksmark.